# Parvulastra exigua
Parvulastra exigua är en sjöstjärneart som först beskrevs av Jean-Baptiste Lamarck 1860.  Parvulastra exigua ingår i släktet Parvulastra och familjen Asterinidae. Inga underarter finns listade i Catalogue of Life.